# Svenskt biografiskt handlexikon

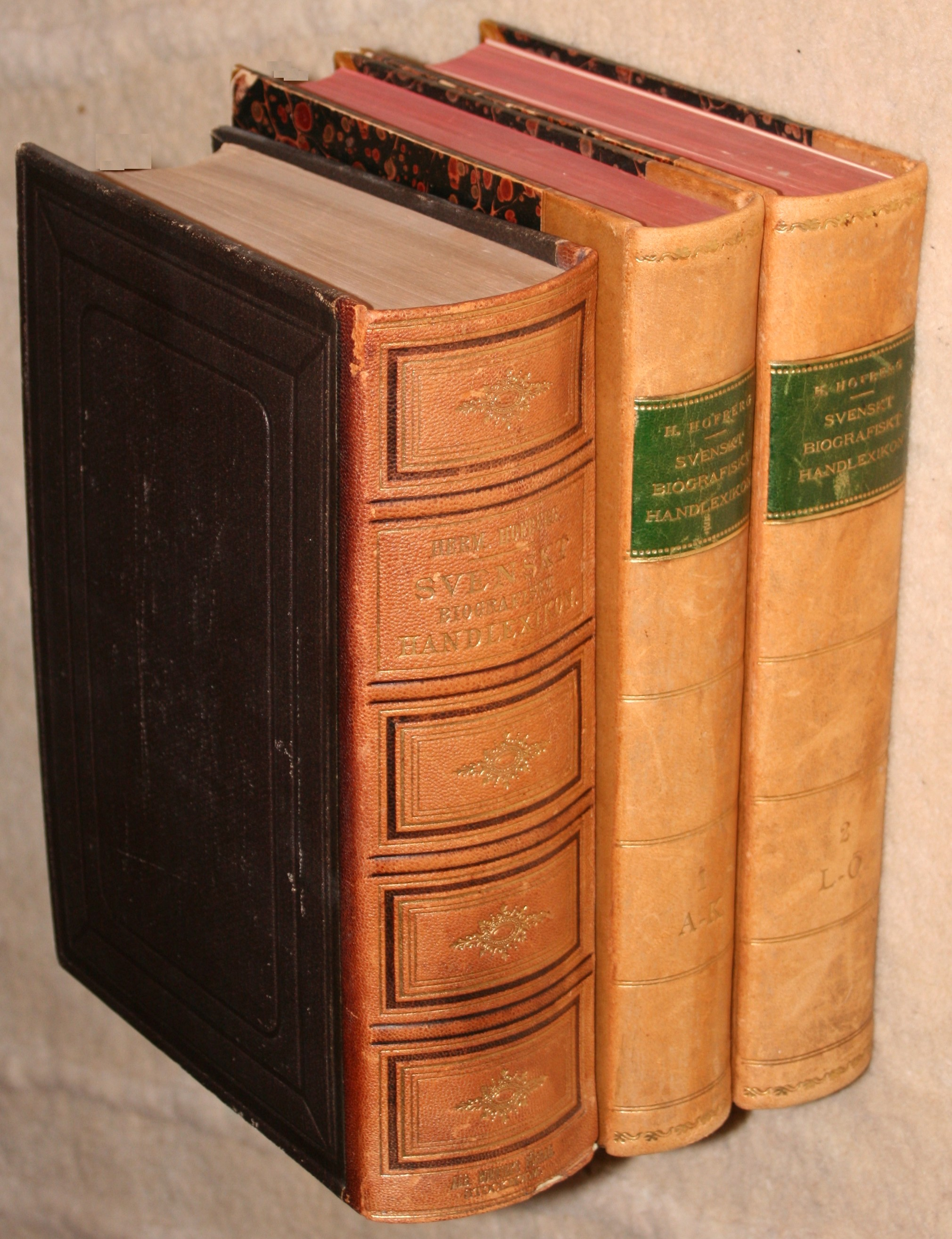
Umschläge der ersten (ein Band) und zweiten Ausgabe (zwei Bände)

Das Svenskt biografiskt handlexikon ist ein schwedisches biografisches Lexikon.
Es wurde zwischen 1873 und 1876 von Herman Hofberg und in einer zweiten Auflage 1906 von Frithiof Heurlin, Viktor Millqvist und Olof Rubenson herausgegeben. Die zweite Auflage enthielt insgesamt 4.419 Artikel und über 3.000 Porträts über Personen von der Reformation bis zum Veröffentlichungsjahr auf 1.445 Seiten.
Das Lexikon wurde durch das Projekt Runeberg elektronisch erfasst und ist im Internet zugänglich.